# Міжнародна американська школа і університет
Міжнародна американська школа і університет (англ. American International School & University (AISU)) — мережа приватних міжнародних шкіл в Україні. Повна назва «ТОВАРИСТВО З ОБМЕЖЕНОЮ ВІДПОВІДАЛЬНІСТЮ "ПРИВАТНИЙ ЗАКЛАД ЗАГАЛЬНОЇ СЕРЕДНЬОЇ ОСВІТИ "МІЖНАРОДНА АМЕРИКАНСЬКА ШКОЛА І УНІВЕРСИТЕТ"».

## Коротка історія навчального закладу
Одним із ініціаторів і співзасновників мережі міжнародних шкіл «American International School & University» в Україні є український підприємець, президент Української асоціації виробників, засновник KTD Group Громико Олександр Володимирович. За його сприяння та за підтримки партнерської програми Публічного акціонерного товариства «МТБ БАНК» було засновано і відкрито два кампуси школи.
Перший кампус міжнародної школи було відкрито у ЖК "Нова Конча-Заспа" в Ходосівці 2-го вересня 2019 року. Другий кампус було відкрито в листопаді 2019 у Києві, на  житловому масиві Позняки, по вул. Драгоманова, 1-В.
6 липня 2022 була успішно акредитована міжнародна освітня програма повної середньої освіти «IB-Diploma Programme» власником та розробником цієї програми  — некомерційним освітнім фондом «International Baccalaureate®».

## Структура школи
Американська міжнародна школа в Україні станом на 2023 навчальний рік має 2 кампуси:
- Ходосівський кампус на ЖК "Нова Конча-Заспа" (вул. Феодосія Печерського, 55);
- Київський кампус на Позняках (вул. Драгоманова, 1-В).

AISU приймає на навчання дітей віком від 3 до 18 років. Структурно школа та її навчальні програми поділяють на:
- дошкільний навчальний заклад (англ. Preschool) 3-5 років;
- початкову школу (англ. Elementary School) (1-4 класи);
- середню та старшу школу (англ. Middle and high school) (5-11 класи).

## Освітні програми

### Українська освітня програма
Програма Української школи — це навчальна програма, складена у відповідності до державних стандартів та схвалена Міністерством освіти і науки України. Наічання проводиться українською та англійською мовами. По успішному завершенню цієї програми учні отримують свідоцтва про базову середню освіту та атестати про повну загальну середню освіту.

### Міжнародний бакалаврат
У школі впроваджена і акредитована «IB Diploma Programme» (укр. Програма для здобуття диплома) — програма повної загальної середньої освіти, орієнтована на учнів старших класів (10-11). З огляду на те, що стандартна програма для здобуття «IB-диплома» зазвичай, розрахована на три навчальних роки, у AISU учні 8-9 класів також проходять «Pre IB Diploma programme». По успішному завершенню цих програм учні отримують:
- Pre IB Diploma programme (8-9 класи) — свідоцтво про базову загальну середню освіту та Репорт міжнародного стандарту;
- IB Diploma programme (10-11 класи)) — атестат про повну загальну середню освіту та диплом «IB DP Міжнародного бакалаврату».

Дипломи про середню освіту (англ. The IB diploma) надають можливість здобувати вищу освіту приблизно у 5 000 університетів та до професійної діяльності у 100 різних країнах, зокрема у Сполучених Штатах, Великобританії, Німеччині, Гонконгу та Індії.